# Laurindo Furlani
Piolim, właśc. Laurindo Furlani (ur. 22 sierpnia 1913 w Casa Branca – zm. 9 września 1992 w Campinas) – piłkarz brazylijski, występujący podczas kariery na pozycji środkowego obrońcy.

## Kariera klubowa
Piolim podczas piłkarskiej kariery był w São Paulo FC. Z São Paulo trzykrotnie zdobył mistrzostwo stanu São Paulo – Campeonato Paulista w 1943, 1945, 1946.

## Kariera reprezentacyjna
W reprezentacji Brazylii Piolim zadebiutował 14 maja 1944 w towarzyskim meczu z reprezentacją Urugwaju. Był to jego jedyny występ w reprezentacji.